# Bentinck
 Der er for få eller ingen kildehenvisninger i denne artikel, hvilket er et problem. Du kan hjælpe ved at angive troværdige kilder til de påstande, som fremføres i artiklen.

Bentinck er en tysk, hollandsk og engelsk adelsfamilie. Slægten kommer oprindeligt fra Pfalz. En gren af familien udvandrede til den hollandske provins Gelderland. 
I England er slægten kendt som hertugerne af Portland. I 1801 antog den engelske del af familien navnet Cavendish-Bentinck. Dronning Elizabeth II er knyttet til slægten gennem sin mormor Cecilia Bowes-Lyon (født Cecilia Cavendish-Bentinck). 
Frem til 1950 havde medlemmer af familien fremtrædende poster i Holland. 
I 1700-tallet arvede familien den hidtil danske by Varel og det nærligende Kniphausen i Østfrisland. Efter langvarige retssager i 1800-tallet blev området indlemmet i Oldenburg.